# عمر أردوغان
عمر أردوغان (بالتركية: Ömer Erdoğan؛ بالألمانية: Ömer Erdoğan) هو لاعب كرة قدم ألماني وتركي، ولد في 3 مايو 1977 في كاسل في ألمانيا. شارك مع منتخب تركيا ب لكرة القدم ‏ ومنتخب تركيا لكرة القدم. أما مع النوادي، فقد لعب مع بورصا سبور وغلطة سراي ونادي سانت باولي ونادي هسن كاسل.

## وصلات خارجية
- عمر أردوغان على موقع الاتحاد الأوربي (الإنجليزية)
- عمر أردوغان على موقع اتحاد تركيا (لاعب) (الإنجليزية)
- عمر أردوغان على موقع اتحاد تركيا (مدرب) (الإنجليزية)
- عمر أردوغان على موقع قاعدة بيانات كرة القدم.إي يو (الإنجليزية)
- عمر أردوغان على موقع ناشيونال فوتبول تيمز (الإنجليزية)
- عمر أردوغان على موقع عالم كرة القدم.نت (الإنجليزية)